# Halla Heberg
Halla Heberg – miejscowość (tätort) w Szwecji, w regionie administracyjnym (län) Halland, w gminie Kungsbacka.
Według danych Szwedzkiego Urzędu Statystycznego liczba ludności wyniosła: 1647 (31 grudnia 2015), 1710 (31 grudnia 2018) i 1732 (31 grudnia 2019).